# 卡奥蘭·拉維利
卡奥蘭·拉維利（英語：Caolan Lavery；1992年10月22日—）是一位北愛爾蘭足球運動員。在場上的位置是前鋒。他現在效力於英格蘭足球冠軍聯賽球隊謝週三足球俱樂部。他也代表北愛爾蘭國家足球隊參賽。

## 外部連結
- 足球数据库：卡奥蘭·拉維利的球员统计数据
- Northern Ireland profile at Irish FA